# Parc de Wesserling
Le parc de Wesserling est un monument historique situé à Husseren-Wesserling, au cœur de la vallée de Saint-Amarin, dans le département français du Haut-Rhin. 
Situé sur des terres de haute tradition textile, il retrace l’aventure industrielle de l'ancienne « Manufacture Royale ».
Un écomusée textile et sa Grande Chaufferie associent l’histoire du site à l’art contemporain afin de retracer les métiers de l’industrie du textile à travers quatre expositions participatives et vivantes (sons et lumières). Des visites théâtralisées et des démonstrations de filage, tissage, impression à la planche font revivre les métiers de l’industrie textile.

## Historique
Le Parc de Wesserling se trouve le long de la RN 66, dans la vallée de la Thur. C'est sur cette moraine qui forme une butte que les princes abbés de Murbach aménagent dès 1699 un pavillon de chasse. Le site était alors un paradis de verdure pour l'agrément des nobles. 

## Architecture

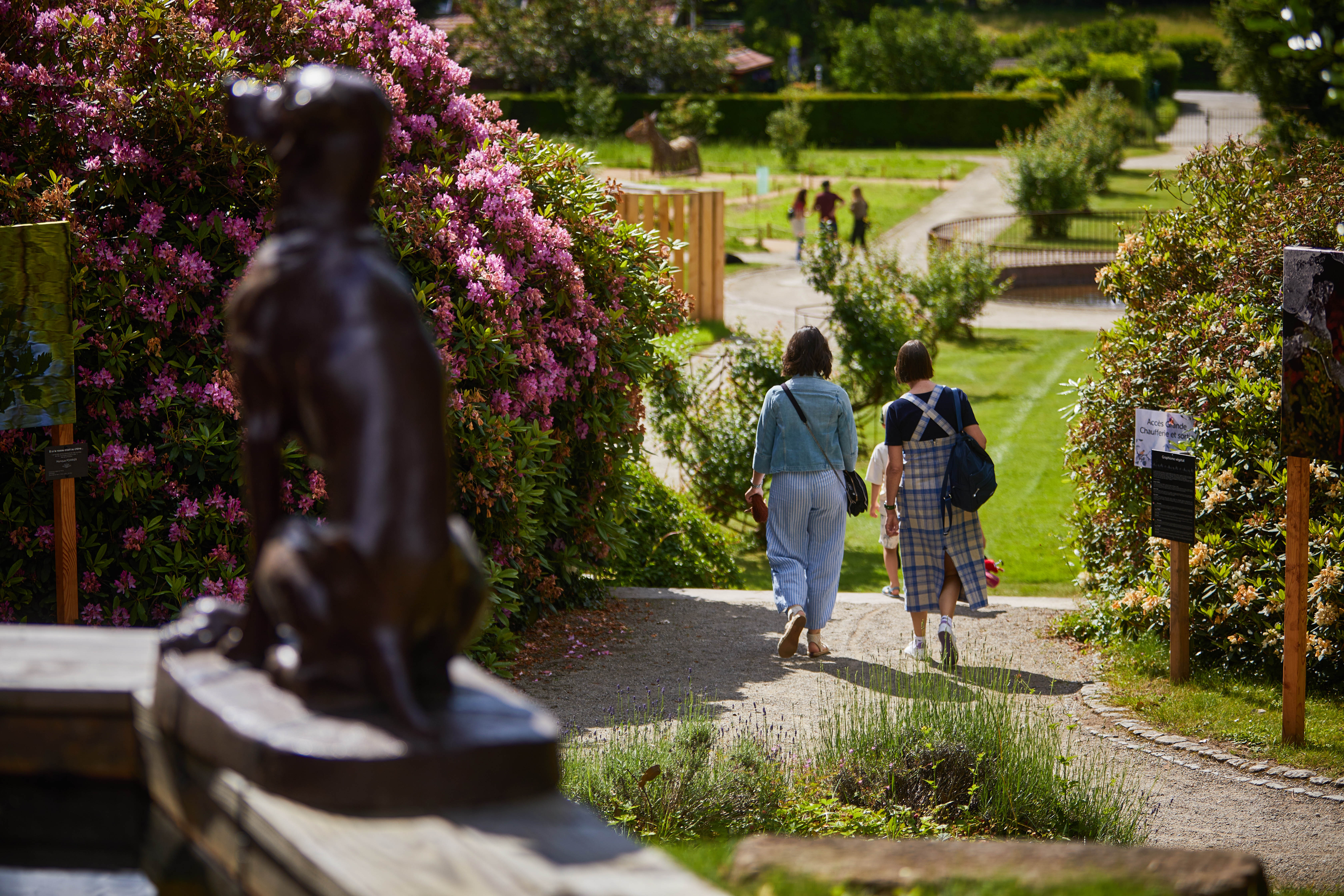
Intérieur du parc de Wesserling.

Parc de plus de 42 hectares juxtaposant des terrasses à l'italienne, un jardin à la française et un jardin à l'anglaise, inscrit sur l'inventaire supplémentaire des monuments historiques par arrêté du 18 février 1998, avec son portail d'entrée nord à grille en fer forgé, les façades et toitures de l'ensemble des bâtiments situés dans le parc et les façades et les toitures des bâtiments de la ferme. Il est composé de 5 somptueux jardins, ce qui a justifié l'obtention, en 2005, du label « Jardin remarquable ».